# إرنست باش (كاتب مسرحي)
إرنست باش (بالألمانية: Ernst Bach) (و. 1876 – 1929 م) هو كاتب مسرحي، ومؤلف، وممثل مسرحي، وكاتب ألماني، ولد في خب، توفي في ميونخ، عن عمر يناهز 53 عاماً.

## وصلات خارجية
- إرنست باش على موقع IMDb (الإنجليزية)
- إرنست باش على موقع أول موفي (الإنجليزية)
- إرنست باش على موقع قاعدة بيانات الأفلام السويدية (السويدية)
- إرنست باش على موقع قاعدة بيانات الفيلم (الإنجليزية)